# 藤野耕平
藤野 耕平（ふじの こうへい、1976年7月16日 - ）は、日本の漫画家。岩手県出身。

## 概要
『週刊少年ジャンプ』2003年42号 - 2004年2号に連載された「サラブレッドと呼ばないで」（原作：長谷川尚代）の作画を担当した。
うすた京介のアシスタントをしていた時に、『赤マルジャンプ』に掲載された実写版『ピューと吹く!ジャガー』で酒留清彦（ピヨ彦）役を演じたことから、一部では「ピヨ彦」という愛称で呼ばれている。

## 作品リスト
- サラブレッドと呼ばないで（読切・『赤マルジャンプ』2001WINTER 原作：長谷川尚代）
- サラブレッドと呼ばないで（連載・『週刊少年ジャンプ』2003年42号 - 2004年2号 原作：長谷川尚代）
- 雨女、晴れ男（読切・『週刊少年ジャンプ』2004年22・23号 原作：長谷川尚代）
- ブチカマシ（読切・『週刊少年ジャンプ』2009年11号 原作:猿一）
- デジモンワールド リ:デジタイズ（二号連続読切・『Vジャンプ』2012年8・9月号 原案：本郷あきよし 原作：バンダイナムコゲームス）
- デジモンワールド リ:デジタイズ エンコード（連載・『Vジャンプ』2013年8月号 - 原案：本郷あきよし 原作：バンダイナムコゲームス）

## 師匠
- 村田雄介[2]
- うすた京介[3]